# Kanton Guérande
Kanton Guérande (fr. Canton de Guérande) je francouzský kanton v departementu Loire-Atlantique v regionu Pays de la Loire. Tvoří ho šest obcí.

## Obce kantonu
- Guérande
- Mesquer
- Piriac-sur-Mer
- Saint-André-des-Eaux
- Saint-Molf
- La Turballe